# Quand l'Italie n'était pas un pays pauvre
Pour plus de détails, voir Fiche technique et Distribution.
Quand l'Italie n'était pas un pays pauvre (Quando l'Italia non era un paese povero) est un film réalisé par Stefano Missio, sorti en 1997.

## Synopsis
Quand l’Italie n’était pas un pays pauvre est un film documentaire en 16 mm qui raconte l’histoire de la réalisation du film de Joris Ivens L'Italie n'est pas un pays pauvre. Les protagonistes de cette aventure sont les frères Taviani, et les réalisateurs Valentino Orsini et Tinto Brass. Dans le film de Missio, ils racontent les tribulations du film de Ivens, d’abord censuré et ensuite disparu. Pour la première fois au cinéma, un film raconte l’envers du décor de l’aventure de Ivens, le sauvetage d’une copie positive de la pellicule grâce à une valise diplomatique transportée par Brass.

## Fiche technique
- Titre : Quand l’Italie n’était pas un pays pauvre
- Titre original : Quando l'Italia non era un paese povero
- Pays d’origine : Italie
- Format : noir et blanc - 1,33:1 - 16 mm
- Durée : 45 minutes
- Chef opérateur : Diana Canzano
- Ingénieur du son : Gabriele Gubbini
- Monteur : Ilaria De Laurentiis
- Musique : Tony Pagliuca
- Monteur son : Cristiano Travaglioli
- Produit par : Centro Sperimentale di Cinematografia
- En collaboration avec : Fondation Européenne Joris Ivens
- Avec le soutien de : Associazione Fondo Alberto Moravia - Italie -- Nederlands Filmmuseum - Pays-Bas.

## Production
C’est un documentaire de Stefano Missio (Italie, 1997, 43 min), présenté au Festival Internazionale Cinema Giovani di Torino 1997, en concours à l’International Documentary Film Festival Amsterdam (IDFA 1997), a participé à de nombreux festivals et manifestations culturelles en Italie. Écrit et réalisé par Stefano Missio.

#### Livres
- Collectif, Cinema italiano. Annuario 1997, Il Castoro, Florence, 1998.
- Hans Schoots, Joris Ivens. A Biography of Joris Ivens, Amsterdam, 2000.
- Aldo Grasso, Storia della televisione italiana, Garzanti, Milan, 2000.
- Stefano Missio, Il Giardino d'Italia in "Joris Ivens - Una storia di vento", a cura di Gaetano Capizzi, Marina Ganzerli, Alessandro Giorgio, Cinemambiente, Turin, 2002.
- Virgilio Tosi, Cinema e Utopia, Bulzoni, Rome, 2002.
- Menico Caroli, Proibitissimo, Garzanti, Milan, 2003.
- Stefano Missio, Il critico, Michelangelo e la Rete in L'idea documentaria, a cura di Marco Bertozzi, Lindau, Turin, 2004.

#### Journaux quotidiens et publications périodiques
- Alessandro Gori. Memorie del sottosuolo. Diario della settimana, 1-7 luglio 1998, pagg 59 - 60.
- Alberto Farassino. Torna l'Italia censurata di Mattei e Joris Ivens. La Repubblica, 28 avril 1999. →
- Maurizio Porro. Tinto Brass scopre il film verità voluto da Mattei. Corriere della Sera, 28 avril 1999, 35.
- Giovanni Petitti. Ivens Ritrovato. Cineforum, n. 374, 73 - 74 - 75.
- Silvana Silvestri. Missio e i misteri di una copia RAI. Il Manifesto, 30 mars 2007, 16.
- Stefano Missio. Une « Affaire Ivens » en Italie : l’histoire de L’Italia non è un paese povero. 1895. Revue d’Histoire du Cinéma, n°75 – Printemps 2015.